# Helius (Eurhamphidia) monticola
Helius (Eurhamphidia) monticola is een tweevleugelige uit de familie steltmuggen (Limoniidae). De soort komt voor in het Oriëntaals gebied.